# Sloboda Dașkovețka (Maidan), Vinnîțea
Sloboda Dașkovețka (în ucraineană Слобода Дашковецька) este un sat în comuna Maidan din raionul Vinnîțea, regiunea Vinnița, Ucraina.

## Demografie
Componența lingvistică a localității Sloboda Dașkovețka
     Ucraineană (98,87%)
     Rusă (1,13%)
Conform recensământului din 2001, majoritatea populației localității Sloboda Dașkovețka era vorbitoare de ucraineană (98,87%), existând în minoritate și vorbitori de rusă (1,13%).